# Rafael DeSoto
Rafael DeSoto (egentligen Rafael Maria de Soto y Hernandez), född 18 februari 1904 i Aguadilla, Puerto Rico, död 24 december 1992 i New York, USA, var en amerikansk målare och illustratör.

## Galleri

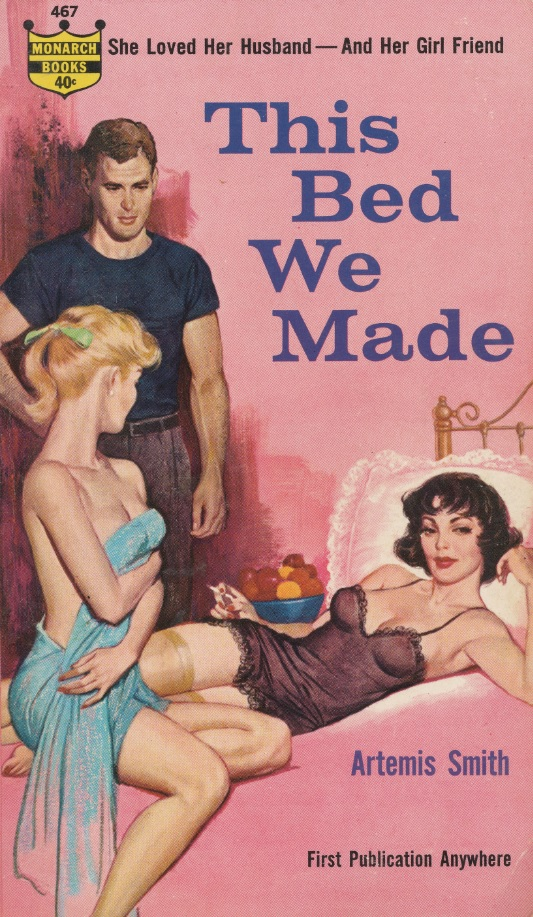
Bokomslag This Bed We Made, 1961
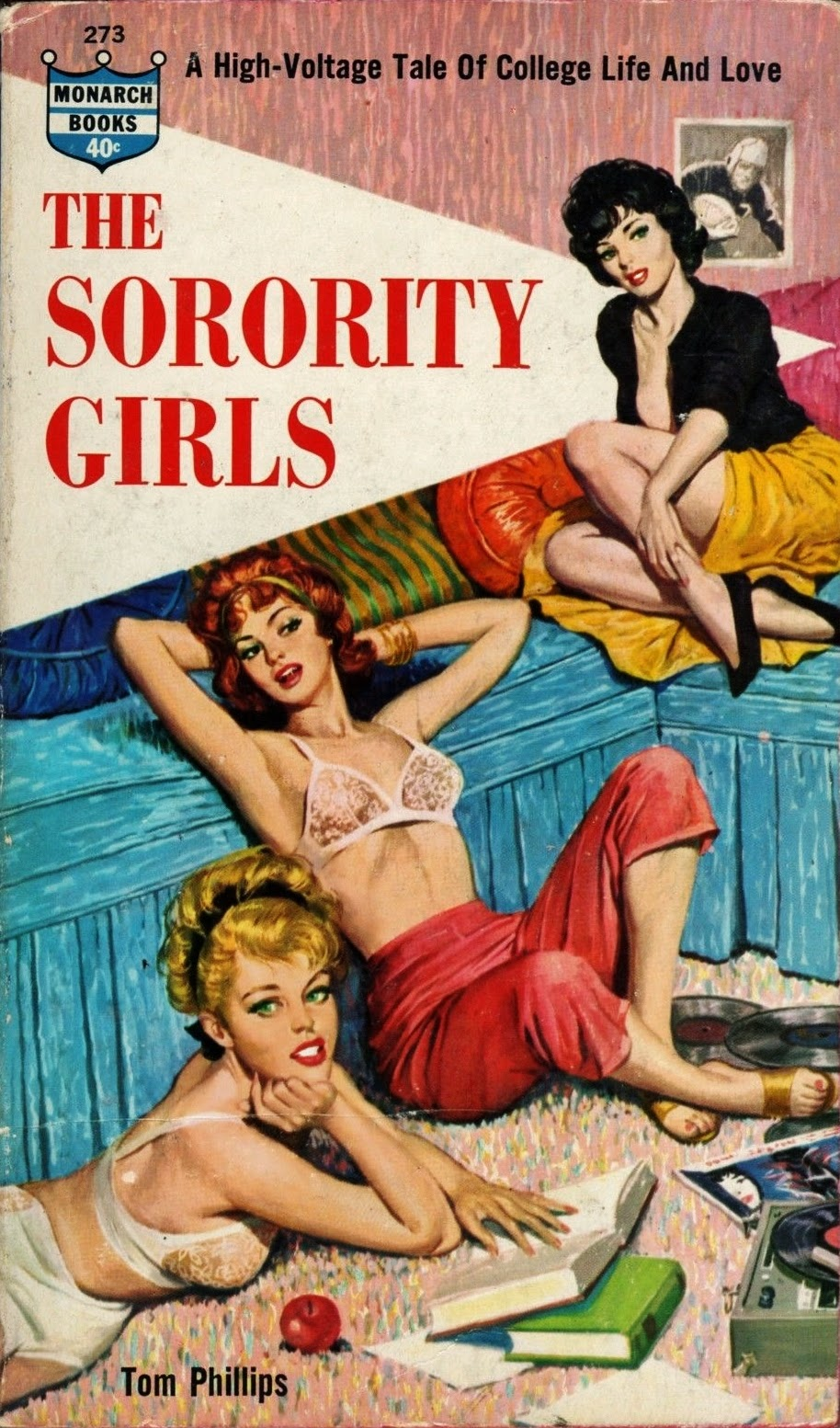
Bokomslag The Sorority Girls, 1962
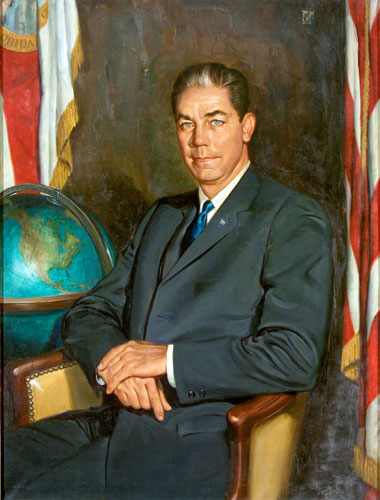
Porträtt av W. Haydon Burns, 1965